# Československé perutě v RAF

Vlajka RAF

Činnost příslušníků československého letectva v jednotkách britské Royal Air Force během druhé světové války hrála důležitou roli v boji proti německému nacismu. Mnozí z těchto vojáků byli posléze v komunistickém Československu pronásledováni a uznání se jim dostalo až po roce 1989. Celkem československými perutěmi RAF prošlo 2500 mužů.

## Odchod do odboje
Odchod do zahraničního odboje nebyl jednoduchý. Mnozí letci byli iritováni počátečním sklonem části velení, pozitivně reagovat na nabídku maršála Hermanna Göringa k převzetí asi 1 500 pilotů a jiných specialistů do německého letectva po zřízení protektorátu (podle některých pramenů mělo dokonce dojít k prvním převodům strojů a posádek do Německa). Druhým důvodem bylo provedení útěku. Mnoho letců odešlo nejprve do Polska, ovšem polské úřady nejevily ochotu případ řešit (většina vojáků byla pak převedena do Francie, kde vstoupili do cizinecké legie, aby mohli být přijati do francouzské armády). Počátkem srpna 1939 si i polská vláda uvědomovala nebezpečí, které jí hrozilo od nacistického Německa, proto byla část pilotů, která dosud neodešla do Francie, přijata do polského letectva. Avšak jejich bojové vystoupení bylo velmi krátké, rychlá porážka Polska znamenala brzké ukončení jejich činnosti. Někteří piloti ustoupili se svými polskými kolegy do Rumunska, odtud se dostali na Střední východ a dále do Francie, jiní se dostali do Sovětského svazu, kde byli nejdříve internováni, ovšem po intervenci československých orgánů v zahraničí byli přesunováni k jednotkám ve Francii, později ve Velké Británii. Po obsazení Polska zůstala jedinou cestou pro české emigranty na západ trasa z Protektorátu přes Slovensko a Maďarsko, kde však při jejich dopadení hrozilo vydání Němcům. Do bezpečí se čeští letci i vojáci dostali až při překročení hranic tehdejší Jugoslávie, kde působil československý konzul, který zajišťoval jejich převoz do Bejrútu a Libanonu, odkud pokračovali směrem do Francie a posléze do Velké Británie.

## Francie 1939–1940

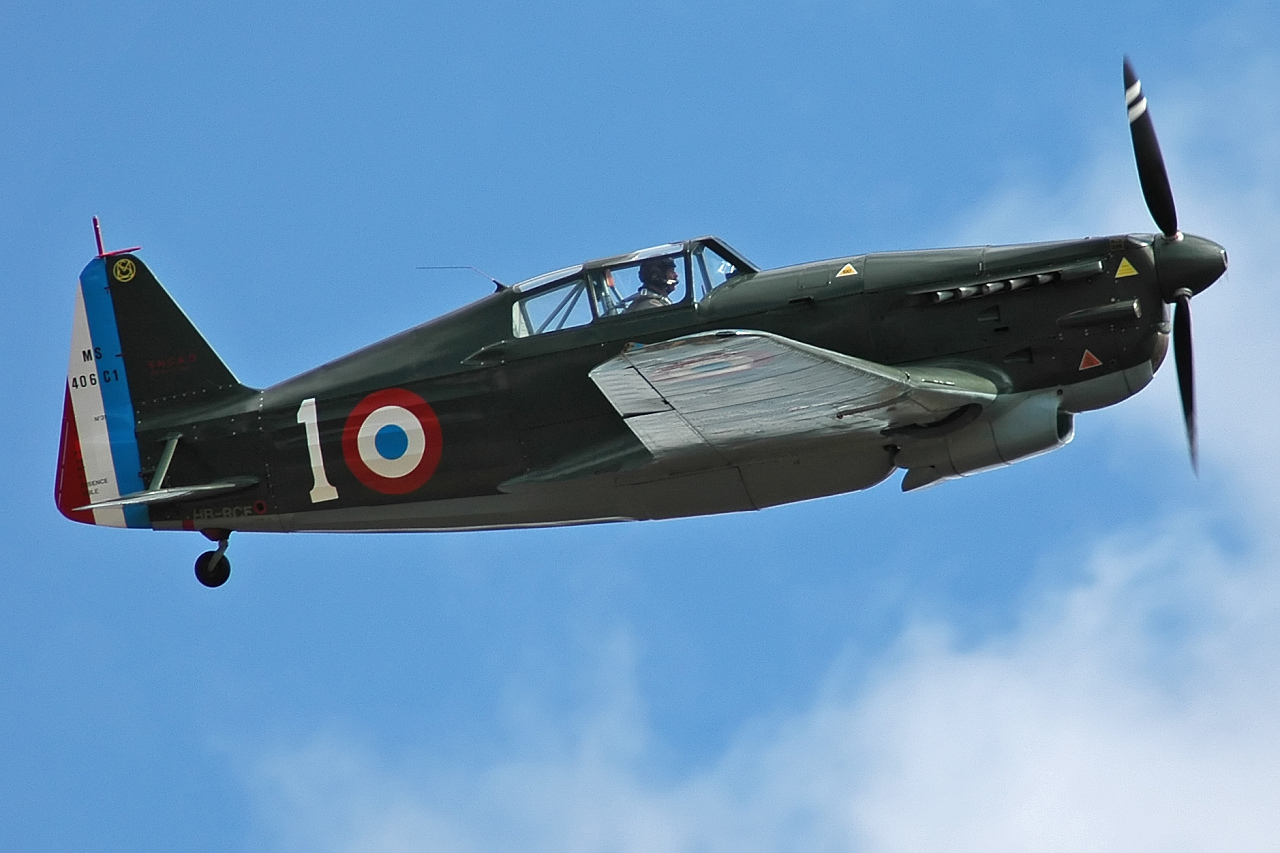
Morane Saulnier MS.406, na kterém bojovali čs. piloti ve Francii

Vznik leteckých jednotek ve Francii byl doprovázen řadou byrokratických průtahů, a to i po vstupu Francie do 2. světové války. Teprve až v prosinci 1939 bylo několik čs. letců včleněno do francouzských jednotek. V únoru 1940 byl přijat projekt, v němž se počítalo s výstavbou samostatných československých stíhacích a bombardovacích jednotek. Vpádem Wehrmachtu do zemí Beneluxu dne 10. května 1940 skončilo období tzv. podivné války. Německé jednotky vtrhly do Francie a situace začínala být vážná. Jednou z nejlepších leteckých jednotek ve Francii byla 5. stíhací eskadra, ve které sloužilo 18 čs. letců, mj. kapitán Alois Vašátko či poručík František Peřina. Naši letci byli velmi úspěšní a patřili k elitním stíhačům. 1. června 1940 byla podepsána čs.-francouzská letecká dohoda o zřízení samostatného československého letectva ve Francii, ovšem rychlá kapitulace Francie její realizaci znemožnila. Povedlo se zřídit pouze 1. čs. stíhací letku u GC I/6, pod vedením kapitána Kulhánka. Celkem se do bojů zapojilo více než 130 čs. stíhačů. Čs. letci byli přesunuti k dalším bojům do Velké Británie.

## Začlenění do Královského letectva

Znak RAF na letadlech

Ve Velké Británii začaly rychle vznikat útvary československých letců, a to ještě před podepsáním příslušné smlouvy s vládou Spojeného království. Jednalo se přitom o útvary v rámci RAF, přičemž v jistých případech v těchto útvarech sloužili i britští příslušníci, a naopak, někteří českoslovenští letci a příslušníci posádky sloužili v čistě britských útvarech. 25. října 1940 byla podepsána československo-britská dohoda o československé branné moci, která kromě postavení a organizace československých vojenských jednotek ve Velké Británii upravovala také způsob jejich financování. Následně byla uzavřena Finanční smlouva mezi vládou Velké Británie a Československou prozatímní vládou o poskytnutí válečného úvěru, který následně sloužil k financování všech československých příslušníků branné moci ve Velké Británii.

### Perutě
Během krátké doby zde československá vláda (se svolením vlády Spojeného království) sestavila tyto útvary:
- 310. československá stíhací peruť RAF (№ 310 Fighter Squadron), založena 12. července 1940, Duxford
- 311. československá bombardovací peruť RAF (№ 311 Bombing Squadron), založena 29. července 1940, Honington
- 312. československá stíhací peruť RAF (№ 312 Fighter Squadron), založena 5. září 1940, Duxford
- 313. československá stíhací peruť RAF(№ 313 Fighter Squadron), založena 10. května 1941, Catterick

Později (3. května 1942) bylo ze stávajících stíhacích perutí (310, 312 a 313) v Exeteru vytvořeno vlastní stíhací křídlo (Czechoslovak Fighter Wing).
Mimo těchto československých perutí sloužili českoslovenští vojáci mimo jiné i v následujících britských a jedné polské peruti:
- 1. stíhací peruť RAF (№ 1 Fighter Squadron), používající většinou stroje Hawker Hurricane; v peruti se vystřídalo na 30 československých letců, mimo jiné proslavený Karel Kuttelwascher (18 sestřelů, 5 dalších pravděpodobných).
- 68. noční stíhací peruť RAF (№ 68 Night Fighter Squadron), založena 7. ledna 1941 na základně Catterick, byla již dle čísla britskou perutí, jedna z jejich dvou letek (flight) měla však československé letce, kteří vybrali znak perutě (sovu jako symbol nočního lovu a heslo „Vždy připraven“) a z jejichž řad pocházel i první velitel kapitán Veselý; československá letka B vznikla 20. ledna 1942
- 111. stíhací peruť RAF (№ 111 Fighter Squadron) byla ve Skotsku působící peruť, vyzbrojená letouny Hawker Hurricane. V peruti se proslavili mimo jiné letci J. Mansfeld, O. Kučera a další.
- 122. stíhací peruť RAF (№ 122 Fighter Squadron), působící z letiště Hornchurch (Essex), měla za úkol se svými Spitfiry mimo jiné doprovázet britské a americké bombardéry při náletech ve Francii, Belgii a Nizozemí. Ke známých letcům zde patřili i Otto Smik, T. Kruml a František Fajtl (1942 velitel perutě).
- 138. (výsadková) peruť RAF (№ 138 Special duties Squadron), založená již roku 1918, roku 1941 (po založení oddělení SOE – Special Operations Executive) byla v Newmarket přeformována na jednotku s účelem provádět záškodnické akce v zázemí nepřítele[7]; peruť s mezinárodní posádkou létala stroji Whitley, Lysander, Halifax a Stirling. Byla to tato peruť, která provedla výsadek československých parašutistů do Československa v prosinci 1941 s účelem atentátu na Heydricha.

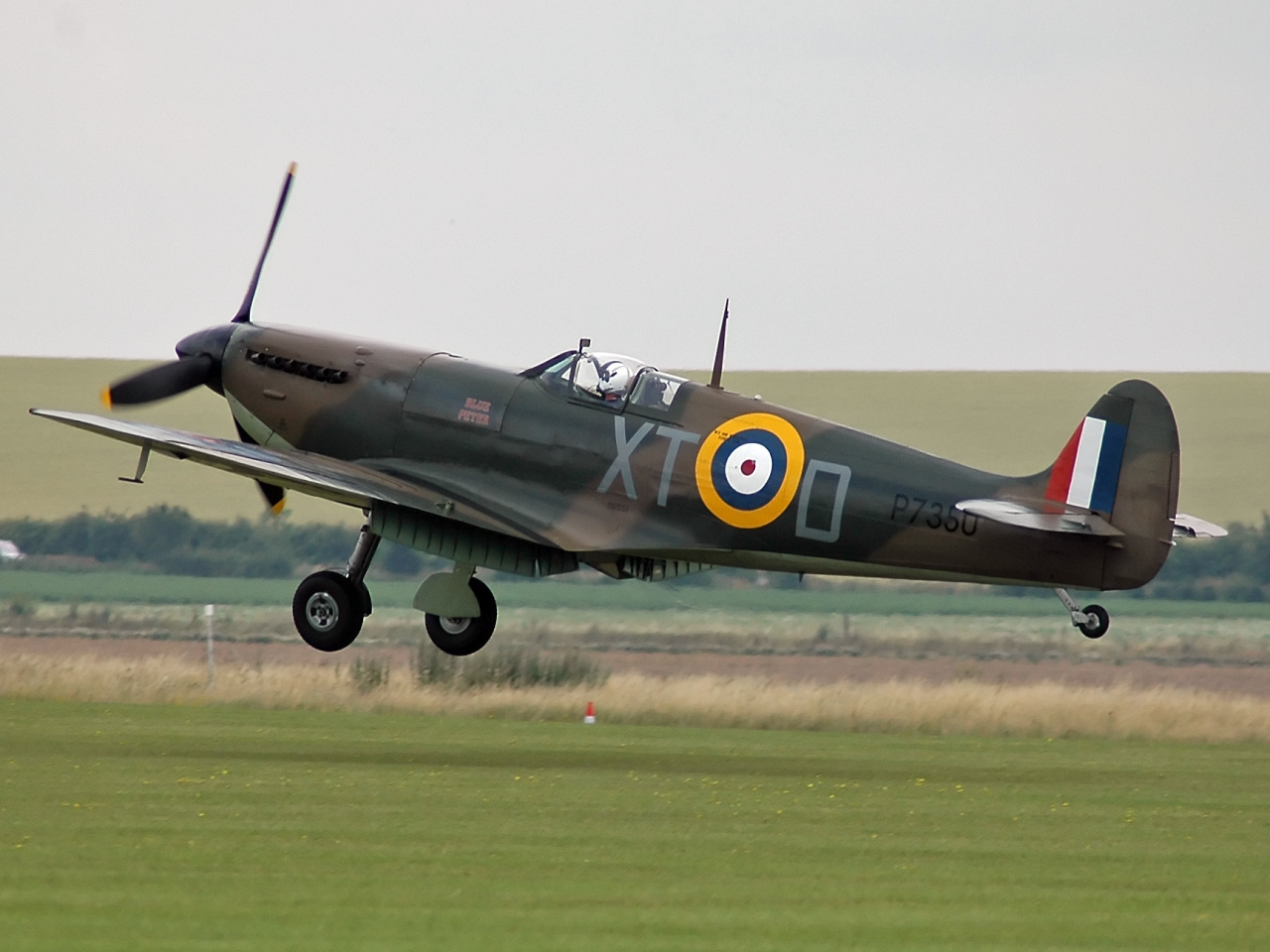
Spitfire IIa

- 222. stíhací peruť RAF (№ 222 Fighter Squadron), kde působil i O. Smik s dalšími československými letci.
- 303. (polská) stíhací peruť RAF (№ 303 Fighter Squadron), zřízená na letišti Northolt 1940 jako polská jednotka RAF, byla na začátku Bitvy o Anglii nejúspěšnější perutí RAF; zde bojoval Josef František, který s počtem 17 jistých sestřelů německých letadel a jednoho pravděpodobného se stal nejlepším spojeneckým pilotem celé Bitvy o Británii[8].
- 255. noční stíhací peruť RAF (№ 255 Night Fighter Squadron)
- 96. noční stíhací peruť RAF (№ 96 Night Fighter Squadron)
- 601. stíhací peruť RAF (№ 601 Fighter Squadron) známá také jako County of London. Po určitou dobu u ní sloužil Jiří Maňák.
- 198. stíhací peruť RAF (№ 198 Fighter Squadron) sloužil u ní např. Jiří Maňák, jednotka létala na strojích Hawker Typhoon.

Někteří další letci sloužili v jednotkách Maintenance unit a Ferry Pool, jejich úkolem bylo přelétávat s opravenými letadly z dílen k jednotkám. Sloužil tam např. Karel Šeda a Jaroslav Doktor. Ve velitelství Ferry Command, jehož úkolem bylo přelétávat s letadly z Kanady a USA sloužilo jako létající personál 10 československých pilotů, navigátorů a telegrafistů.

## Bitva o Británii
Jak stíhací perutě tak i bombardovací peruť zasáhly krátce po svém založení do bojů, zejména pak do bitvy o Británii, a vyznamenaly se v těchto bojích. Posádky byly přitom vystaveny navíc dalšímu nebezpečí v případě sestřelení nad německými územími a zajmutí. Na rozdíl od jiných letců nebyli pokládáni za válečné zajatce, ale jako příslušníci Německem ovládaného Protektorátu za velezrádce – to se týkalo pak v zesílené míře posádek 311. bombardovací perutě, která podnikala dálkové nálety na německé vnitrozemí (částečně až do Itálie).

## Stíhací letci

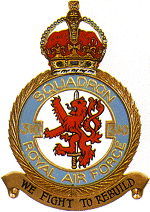
Odznak 310. perutě

Po porážce Francie byla dalším cílem agrese nacistického Německa Velká Británie. Britská vláda hledala každého, kdo by byl ochoten za ni bojovat, proto byli českoslovenští piloti vítanou posilou britského Královského letectva (RAF). Dne 25. října 1940 byla uzavřena čs.-britská dohoda, která se zabývala vojenským působením čs. pozemních jednotek i letectva. Letci vytvořili samostatné jednotky, stali se součástí tzv. Dobrovolnické zálohy RAF. V srpnu 1940 bylo ve Velké Británii téměř tisíc čs. letců, kteří byli ihned postupně zapojováni do výcviku na britských letounech. Mezitím se již rozhořela bitva o Anglii, do níž zasáhla čs. 310. stíhací peruť. Dne 2. října zahájila operační činnost i čs. 312. stíhací peruť. Někteří čs. piloti byli zařazeni i v britských a polských perutích. Nejlepším z nich a jedním z nejúspěšnějších spojeneckých stíhačů v bitvě o Británii byl četař Josef František, který bojoval v polské 303. peruti, a během září 1940 sestřelil 17 nepřátelských letadel. Do 31. října 1940 sestřelili čs. piloti 56 letadel, 14. letadel sestřelili pravděpodobně a 6 poškodili.

V květnu 1942 vznikla první československá vyšší stíhací letecká formace, zvaná „wing“ (křídlo). Její první významnou bojovou akcí byla účast na Dieppské výsadkové operaci v srpnu 1942. 8. listopadu 1943 byla Čs. stíhací skupina zařazena do nově zřízeného britského taktického letectva a dostala označení „134. čs. letiště.“ Od té doby se čs. perutě zúčastňovaly nepřetržitých akcí spojeneckého letectva, které byly předehrou k invazi do Francie. Dne 6. června 1944 v „den D“ čs. stíhači podporovali vylodění 1. kanadské armády. Do 28. června se účastnili bojů v Normandii, ovšem z důvodu absence záloh byli z fronty odvoláni a 3. července byli přiděleni k velitelství Protivzdušné obrany Velké Británie. Odtud vykonávali přepady německých lodí, vlaků a bojové techniky ve Francii a Nizozemí, doprovázeli bombardovací svazy, zjišťovali a ničili létající střely V-1. Ve dnech 17. – 26. září 1944 se letadla 310. a 312. stíhací perutě účastnily ochrany výsadkové operace v prostoru Arnhemu a Eindhovenu v Nizozemí. Poslední velkou akcí čs. stíhacích perutí byla účast na výsadkové operace v prostoru Weselu dne 24. března 1945. Dne 13. srpna 1945 přistálo na pražském letišti 54 spitfirů Čs. stíhací skupiny, příslušníci 311. čs. bombardovací perutě byli přivítáni v Praze o týden později.

## Bombardovací letci

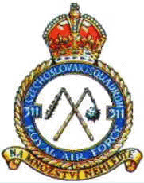
Odznak 311. perutě

V září 1940 zahájila činnost čs. 311. bombardovací peruť. Prováděla noční nálety na střediska německého průmyslu, 23. září 1940 zaútočila poprvé na Berlín. Svoji činnost prováděla až do dubna 1942, kdy pro ztráty a nedostatek záloh byla z bombardování stažena a pověřena hlídkovou činností nad Atlantikem, při níž napadala a ničila německé lodě a ponorky, vykonávala doprovod dopravních plavidel. Největšího úspěchu dosáhla v závěru prosince 1943, kdy se osádce jednoho Liberatoru GR.Mk.V podařilo potopit německou loď Alsterufer s důležitým nákladem surovin z Dálného východu.

## Boje a ztráty
Historiografie válek je někdy poplatná spektakulárním akcím – proto vešly ve známost zejména jména letců, kteří se vyznamenali sestřelením velkého počtu nepřátelských letounů. Je však dlužno dodat, že velká zásluha zde patří i letcům a dalším příslušníkům posádek bombardovací 311. perutě, která utrpěla tak těžké ztráty na příslušnících létajícího personálu, že je nebylo možno nahradit.
Mezi úspěchy československých bojovníků v rámci RAF patří mimo jiné 365 sestřelených (či silně poškozených) nepřátelských letadel, dále pak 6 sestřelených řízených střel V1. K tomu je ovšem nutno přičíst velké množství průmyslových, zbrojních a podobných objektů, které byly (často úspěšným) cílem bombardování 311. bombardovací perutě.
Na druhé straně zde figuruje 531 příslušníků československého letectva, kteří během války ztratili život.

## Letadla čs. letců v RAF
- Stíhací: Hawker Hurricane, Supermarine Spitfire
- Noční stíhací: Bristol Beaufighter, de Havilland Mosquito
- Bombardovací: Vickers Wellington, Consolidated B-24 Liberator

## Postavení příslušníků západní fronty za komunismu

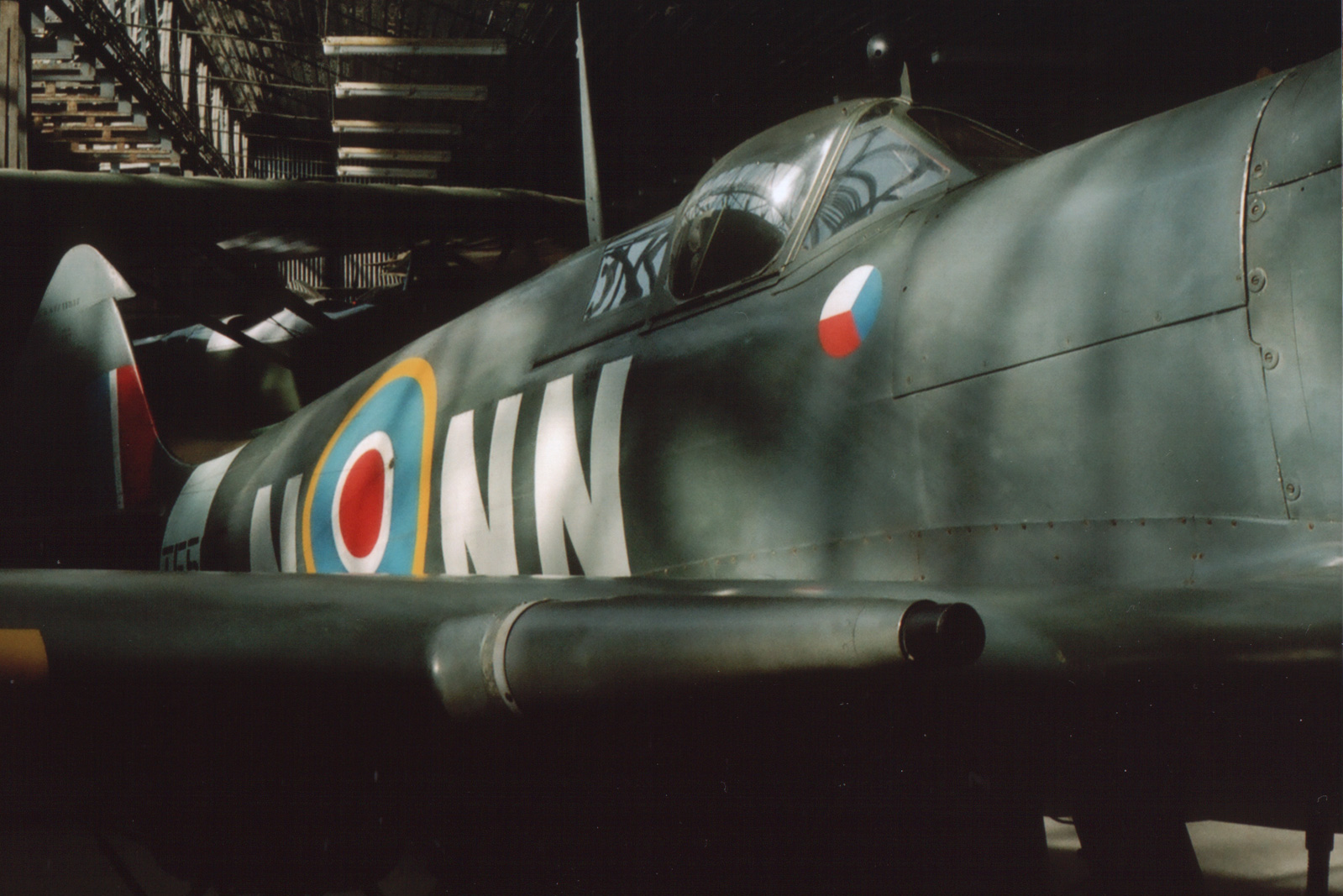
Spitfire Mk. IX v kamufláži 310. perutě RAF ze sbírky Národního technického muzea

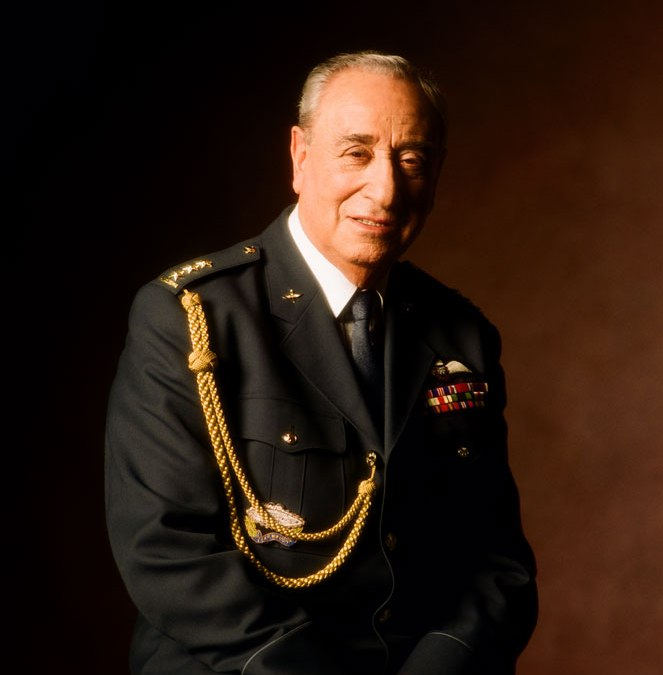
Mecenáš válečných veteránů Jan Horal, MBE

Po návratu do osvobozeného Československa tyto perutě ještě krátkou dobu existovaly, nejpozději roku 1946 však byly jako perutě RAF zrušeny a zcela zařazeny do nové Československé armády. Příslušníci vedení zde převzali mnoho vedoucích úloh v oblasti vojenského letectví (až na několik málo letců, kteří až koncem války přešli do SSSR, byli jedinými odborníky v armádě): velitelé letišť, náčelníci výcvikových zařízení ap.
Po únorovém převratu 1948 a zejména po vzniku politických strojených procesů se pozornost stranických a soudních činitelů soustředila i na účastníky odboje na západní frontě, zde pak ve velké míře na bývalé příslušníky RAF. Propuštění z armády, postih rodiny (včetně vyhození z bytu a propuštění manželky ze zaměstnání) a pozdější perzekuce dětí (např. při přijímání ke studiu ap.) patřily ještě k těm nejmenším postihům. Mnoho příslušníků západního odboje bylo uvězněno, vyslýcháno (nejčastější obvinění bylo špionáž pro západní mocnosti), a odsouzeno k žaláři; ve vězení došlo často k mučení.
Mecenáš válečných veteránů Jan Horal válečným veteránům posílal a později i vozil léky či jiné nedostatkové zboží, například naslouchátka. Československé válečné letce podporoval i finančně, a to v britském exilu i v Československu.

### Rehabilitace po roce 1989
Až po roce 1989 se zásluhy západního odboje pro osvobození Československa dostaly opět do popředí, a po mnoha liknavých reakcích došlo k rehabilitaci postižených.
Od devadesátých let začal intenzivně bojovat za navrácení práv a důstojnosti českým vojákům válečný veterán a hoteliér Jan Horal. K tomu, co Jana Horala vedlo pomáhat válečným veteránům, pro Českou televizi uvedl: „Když jsem se vrátil, měl jsem určitý pocit nepřímé viny. Řekl jsem si: Já, který opustil vlast, jsem měl krásný a fantastický život, byl jsem svobodným člověkem. A ti lidé, kteří zůstali doma, měli zničené životy.“ Některé válečné veterány také zaměstnal ve svých hotelích v Praze a v Českém Krumlově, svěřoval jim hlavně kontrolní funkce (např. Jaroslav Vyhnis – v letech 1998 až 2005 zástupce vedoucího úseku sportcentra Hotelu Duo). Nezištně poskytoval pomoc i vdovám po válečných veteránech. Do Čech vozil i československé válečné letce z Anglie, kteří se díky němu mohli setkat s blízkými přáteli z války.

## Letecký klub v Hotelu Duo

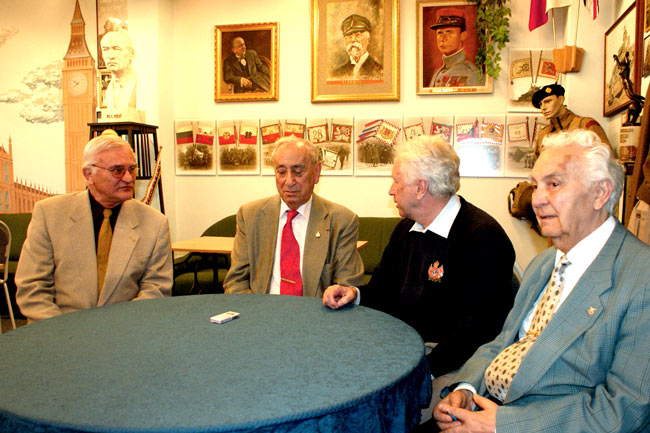
Rozhovor v Leteckém klubu s Janem Horalem (druhý zleva) o jeho životě, ale především o československých letcích RAF

V roce 2004 založil majitel Hotelu Duo Jan Horal tzv. Letecký klub, jehož cílem bylo upozorňovat na činnost československých pilotů RAF. Jan Horal projevil velký zájem, aby se expozice doplňovala. Zakoupil spoustu artefaktů z druhé světové války, modelů a fotografií, které zde byly vystaveny. Zřízení klubu, ale i mnohé další aktivity kolem zahraničních letců byly financovány převážně Janem Horalem, který válečné veterány z nejrůznějších zemí zval, organizoval setkání, ubytovával a hostil je ve svých hotelech. V roce 2019 skončila smlouva na pronájem místnosti v Hotelu Duo, ve které byl Letecký klub vybudován. Expozice byly přemístěny do nově vzniklého Muzea Merkur-Korea v Bezděkově u Žatce.

## Galerie osobností RAF
Při příležitosti stého výročí vzniku Československé republiky představil fotograf Jadran Šetlík soubor portrétů nazvaný Galerie osobností R.A.F. Fotografováni byli František Fajtl, František Peřina, Emil Boček, Jan Wiener, Alois Šiška, Zdeněk Škarvada, Petr Uruba, Jiří Hartman, Milan Malý, Josef Balejka, Jaroslav Novák a Jaroslav Vyhnis. Spolu s letci byl fotografován mecenáš válečných veteránů Jan Horal. Emil Boček v rozhovoru pro DVTV v roce 2016 uvedl, že nikdo neudělal pro válečné letce více, než Jan Horal.

## Letci RAF ve virtuální výstavě

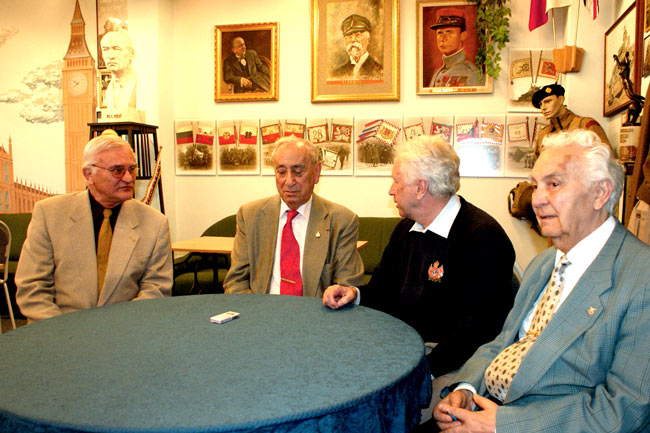
Rozhovor v Leteckém klubu s Janem Horalem (druhý zleva) o jeho životě, ale především o československých letcích RAF

Virtuální výstava Leopold Šrom a moravští letci RAF, kterou v listopadu 2021 vytvořila Moravská zemská knihovna, je věnována moravským rodákům, příslušníkům československého druhého odboje, kteří sloužili u RAF. Blíže představeny jsou zde osoby moravských letců, mezi které patřili Leopold Šrom, Miroslav Liškutín, František Živěla, Josef Balejka, Otmar Kučera, Josef Bryks, Emil Boček, František Peřina, Karel Batelka a Jan Černý. Jejich příběhy jsou přiblíženy prostřednictvím archivních fotomateriálů, vybraných literárních ukázek, historických výstřižků novin z období před válkou, během války či po jejím skončení, a videorozhovorů s odborníky. Součástí online výstavy jsou i vyšetřovací spisy perzekvovaných letců z Archivu bezpečnostních složek.

## Nejúspěšnější českoslovenští stíhači
První číslo je počet sestřelených strojů, druhé počet pravděpodobně sestřelených a třetí počet poškozených strojů. Úspěchy za jménem odpovídají francouzskému systému započítávání sestřelů, v závorce jsou úspěchy vyjádřené britskou normou.
- S/Ldr Karel Kuttelwascher, DFC & bar (1916-1959): 20–2–5 (18 1/2, 2, 5)
- Sgt Josef František, DFM & bar (1914-1940): 17–1–0 (17, 1, 0)
- W/Cdr Alois Vašátko, DFC (1908-1942): 15–4–1 (6 7/10, 2 3/4, 1)
- S/Ldr František Peřina (1911-2006): 12–2–1 (6 1/2, 2, 1)
- S/Ldr Otto Smik, DFC (1922-1944): 11–1–3 (11, 1, 3 +3 střely V1)
- F/Lt Josef Stehlík (1915-1991): 10–3–1 (5 1/5, 2 1/2, 1)
- S/Ldr Miroslav J. Mansfeld, DSO, DFC (1912-1991): 10–0–2 (10, 0, 2 + 2 střely V1)
- F/O Leopold Šrom (1917-1968): 8–2–1 (6 1/3, 1 1/2, 1/4)
- F/Lt Václav Cukr (1915-1989): 8–0–0 (4 9/10, 0, 0)
- S/Ldr Otmar Kučera, DFC (1914-1995): 7–1–1 (5 5/6, 1, 1)

## Památníky věnované československým letcům na území Prahy

Památníky věnované československým letcům v Praze
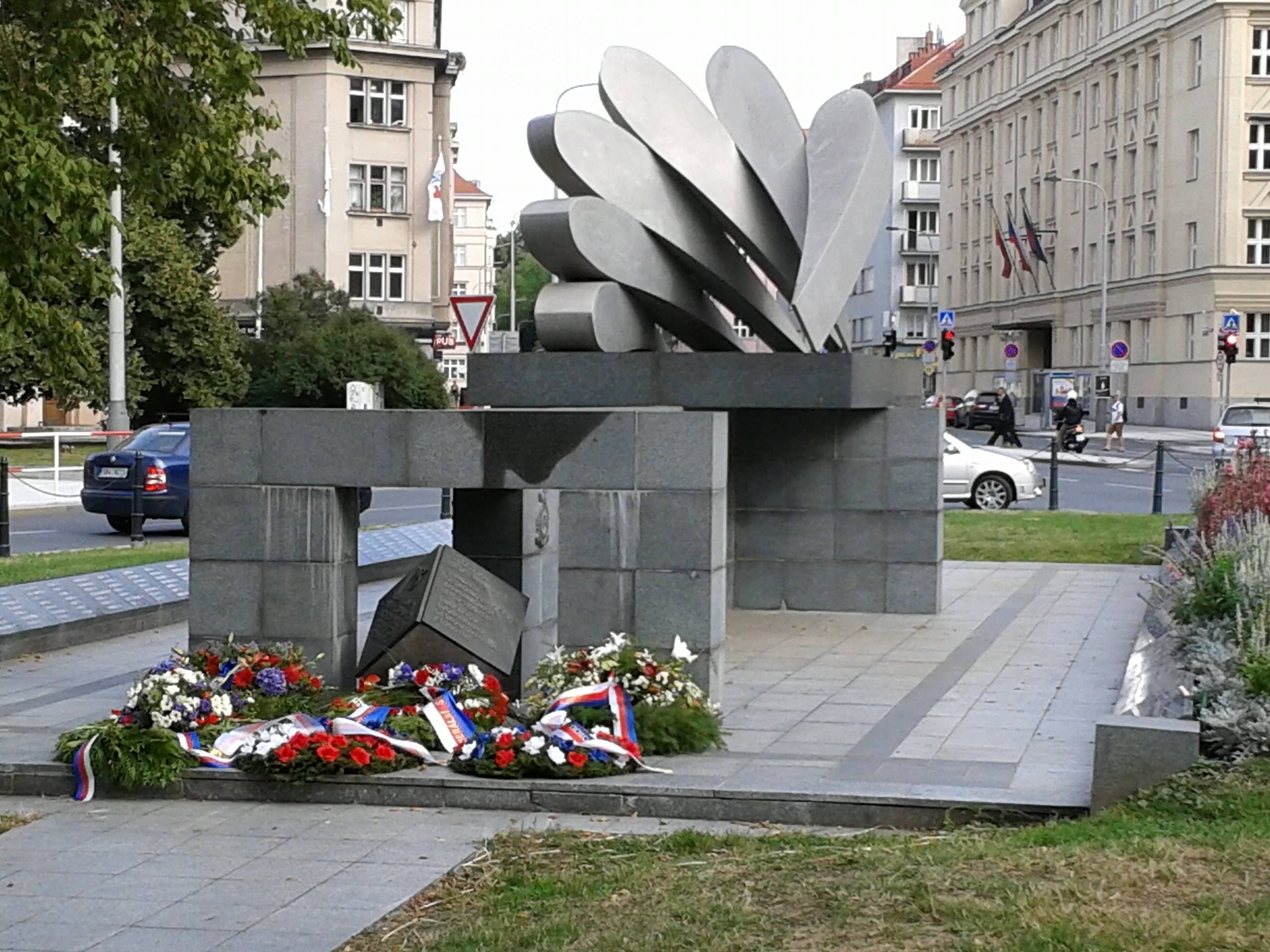
Památník padlých československých letců v letech 1939 – 1945; Praha – Bubeneč (1995)
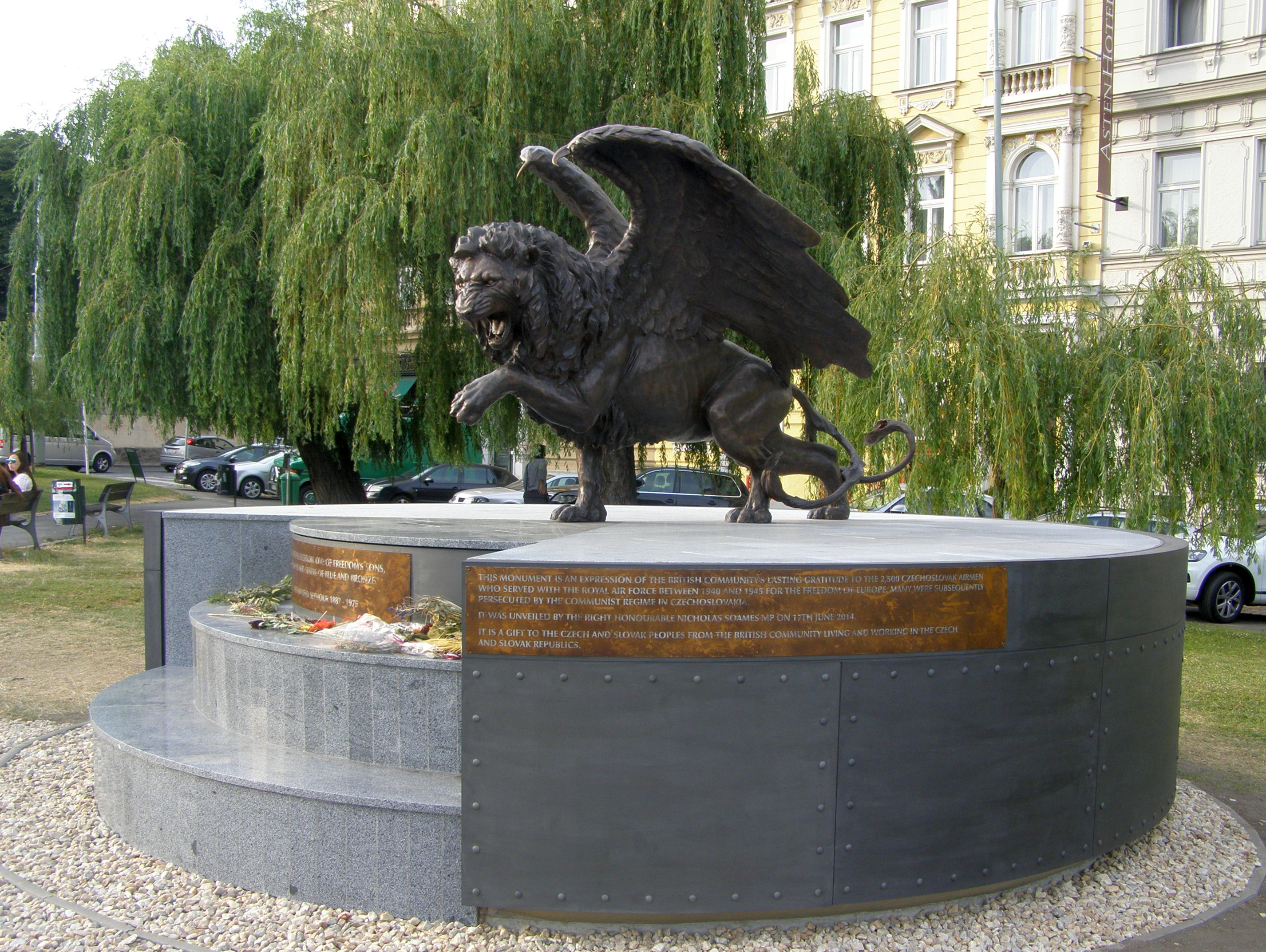
Památník Okřídlený lev; Praha – Klárov (2014)
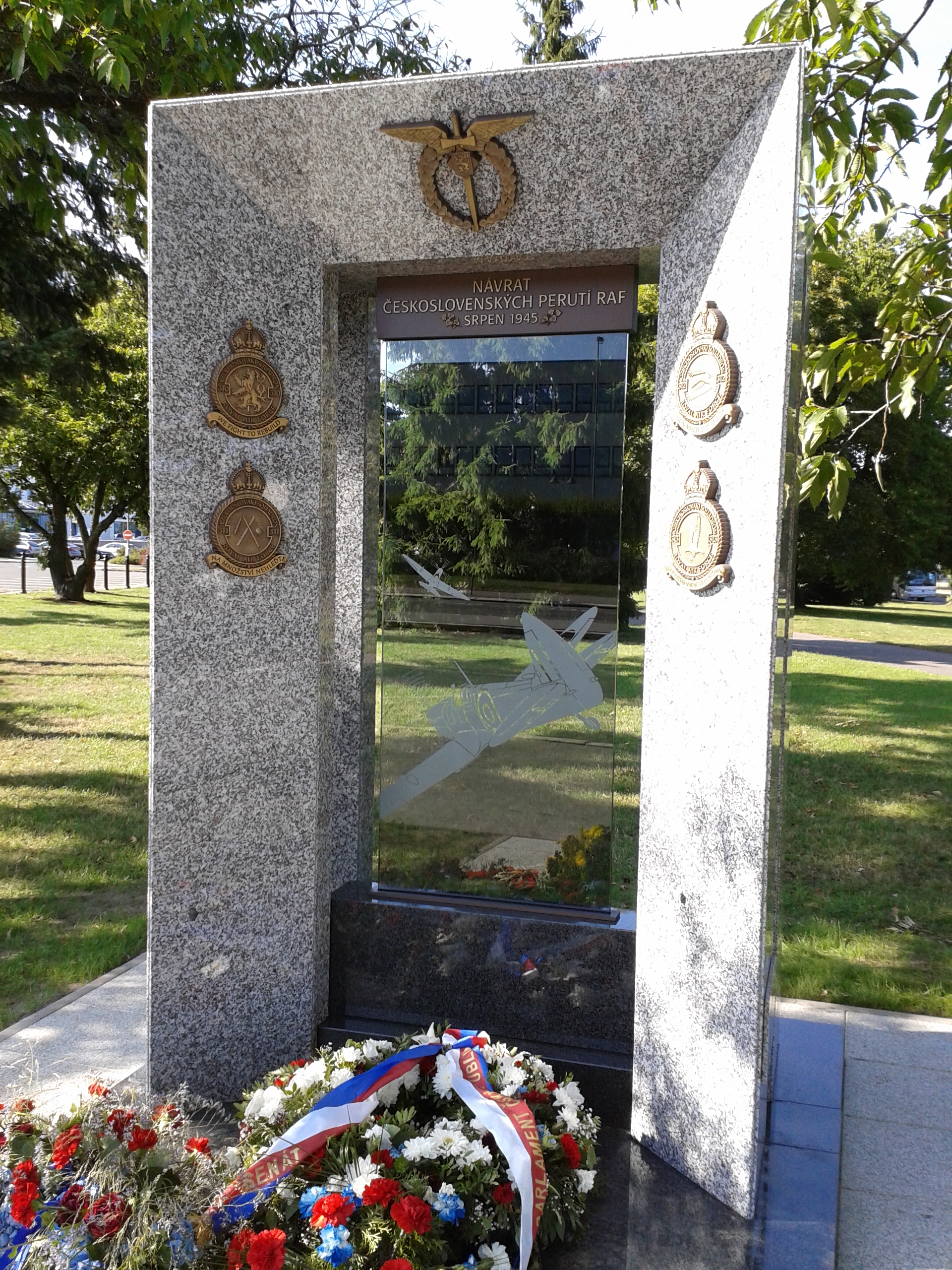
Památník 70. výročí návratu československých perutí RAF; Praha – Ruzyně (2015)